# Uki Tetsuro
Tetsuro Uki (sinh ngày 4 tháng 10 năm 1971) là một cầu thủ bóng đá người Nhật Bản.

## Sự nghiệp câu lạc bộ
Tetsuro Uki đã từng chơi cho Tokyo Gas, JEF United Ichihara, Omiya Ardija, Montedio Yamagata, Oita Trinita, Shonan Bellmare, Yokohama FC và FC Kariya.